# Giorgi Eristavi
Giorgi Eristavi, född 1813, död 1864, var en georgisk dramatiker och poet. Han räknas som grundaren av den moderna inhemska teatern i Georgien. 
Han grundade och drev vad som har kallats för Georgiens första teater, Giorgi Eristavi-teatern, 1851-1854. Teatern blev tillfällig och stängdes 1856, men räknas som startpunkten för den georgiska scenkonsten: den återuppstod i form av Rustaveliteatern 1879. 